# Bombardeio da Bulgária

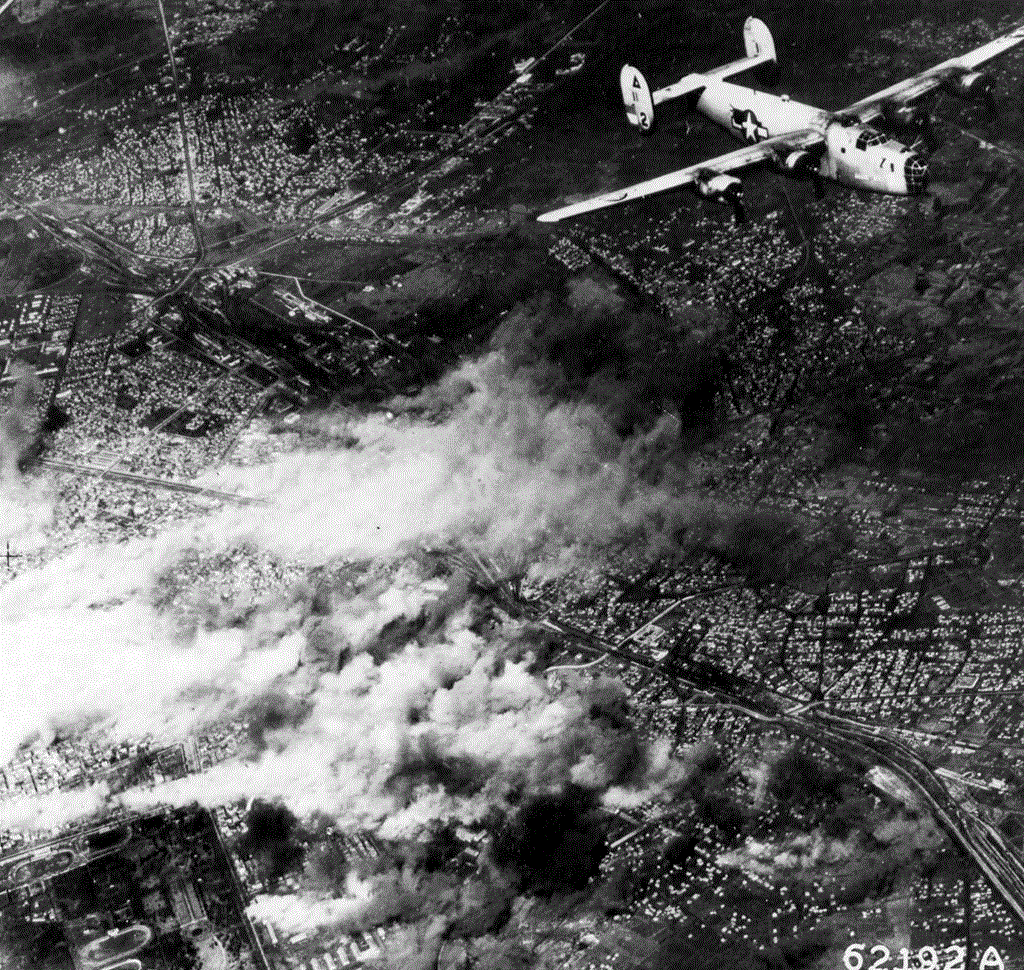
Um americano Consolidated B-24 Liberator descarregou sua carga em Sofia em 17 de abril de 1944.

O bombardeio da Bulgária foi uma série de ataques a cidades e vilas búlgaras por aviões estratégicos americanos e britânicos durante a Segunda Guerra Mundial, no período de 18 de outubro de 1943 a 5 de setembro de 1944.
O atentado foi interrompido depois que a União Soviética declarou guerra à Bulgária e por insistência de Stalin em Roosevelt e Churchill. Eles se tornaram tecnicamente possíveis graças à conquista anglo-americana do sul da Itália. 